# Commission (institutions françaises)
En France, les commissions sont des institutions ayant rôle de débat, d'émission d'idée, rôle consultatif et parfois de prise de décision.

## Usage des commissions dans le pouvoir législatif
Au niveau du pouvoir législatif, on distingue :
- Les commissions parlementaires, qui organisent le travail des parlementaires. Chacune est compétente dans un domaine précisément défini.
- Les commissions d'enquête.

Dans tous ces cas, les commissions ne sont qu'une sous-organisation du travail parlementaire.

## Usages des commissions dans le pouvoir exécutif
Au niveau du pouvoir exécutif, les commissions sont créées pour traiter d'une question spécifique.

### Les avantages
Les avantages d'une commission sont de :
- offrir un point de vue extérieur au seul monde politique, et diversifié, sur un sujet. Les commissions sont souvent censées représenter la société civile ;
- les commissions sont parfois utilisées pour contourner un blocage sur une question au sein de l'administration ou au Parlement. L'avis de la commission, extérieur au gouvernement, peut-être utilisé par le gouvernement au même titre que celui des consultants extérieurs dans l'entreprise.

### Les inconvénients
- Il peut être reproché aux commissions leur manque de légitimité et leur caractère extérieur au système démocratique. Ses membres sont non pas élus mais nommés par le pouvoir exécutif. L'expression « comité Théodule » a été utilisée à leur égard pour dénoncer cet état fait par le président de la République Charles de Gaulle en 1963.
- Il est reproché aux commissions leur nombre et leur coût, qui se surajoute à ceux de l'administration et du système politique. En 2008, il y aurait ainsi en France « 800 commissions dont 200 créées par la loi », selon l'ancienne ministre Monique Pelletier[1]. Ce nombre compte probablement aussi les hauts conseils, hautes autorités, observatoires, comités, conférences nationales et états généraux particuliers.
- Il est reproché, dans certains cas aux commissions, de servir à enterrer les problèmes dans des débats longs et peu médiatisés.

### Exemple de commissions
- Pages commission sur Wikipedia
- Comité Rueff-Armand
- Commission Vedel

#### Les commissions sous la présidence Sarkozy
- Comité de réflexion et de proposition sur la modernisation et le rééquilibrage des institutions (ou « commission Balladur »)
- Commission Attali (sur l'économie et la croissance)
- Commission Larcher (sur l'hôpital)
- Commission pour la nouvelle télévision publique
- Commission sur le plan Alzheimer
- Commission chargée d'élaborer un nouveau Livre Blanc sur la défense et la sécurité nationale

#### Les commissions sous la présidence Hollande
- Commission sur la rénovation et la déontologie de la vie publique (ou « commission Jospin »)

#### Les commissions sous la présidence Macron
- Les Lumières à l'ère numérique (ou « commission Bronner »)
- Les grands défis économiques (ou « rapport Blanchard Tirole »)
- Commission des 1000 premiers jours de l'enfant

#### Les commissions au niveau agricole
- Commission départementale d'orientation agricole au niveau départemental
- CRORA au niveau régional
- Conseil supérieur d'orientation et de coordination de l'économie agricole et alimentaire au niveau national